# Haworthia herbacea
Haworthia herbacea là một loài thực vật có hoa trong họ Măng tây. Loài này được (Mill.) Stearn mô tả khoa học đầu tiên năm 1938.